# Устбург (Вісконсин)
Устбург (англ. Oostburg) — селище (англ. village) в США, в окрузі Шебойґан штату Вісконсин. Населення — 3056 осіб (2020).

## Географія
Устбург розташований за координатами 43°37′25″ пн. ш. 87°47′19″ зх. д. / 43.62361° пн. ш. 87.78861° зх. д. (43.623538, -87.788616).  За даними Бюро перепису населення США в 2010 році селище мало площу 5,04 км², з яких 5,04 км² — суходіл та 0,00 км² — водойми.

## Демографія
Згідно з переписом 2010 року, у селищі мешкало 2887 осіб у 1091 домогосподарстві у складі 826 родин. Густота населення становила 573 особи/км².  Було 1154 помешкання (229/км²).
Расовий склад населення:
| - 95,7 % — білих - 0,7 % — чорних або афроамериканців - 0,7 % — азіатів - 0,3 % — корінних американців - 1,8 % — осіб інших рас |

До двох чи більше рас належало 0,8 %. Частка іспаномовних становила 3,3 % від усіх жителів.
За віковим діапазоном населення розподілялося таким чином: 27,9 % — особи молодші 18 років, 56,6 % — особи у віці 18—64 років, 15,5 % — особи у віці 65 років та старші. Медіана віку мешканця становила 38,3 року. На 100 осіб жіночої статі у селищі припадало 99,5 чоловіків;  на 100 жінок у віці від 18 років та старших — 92,8 чоловіків також старших 18 років.
Середній дохід на одне домашнє господарство  становив 65 125 доларів США (медіана — 58 065), а середній дохід на одну сім'ю — 74 026 доларів (медіана — 71 648). Медіана доходів становила 50 561 долар для чоловіків та 34 628 доларів для жінок. За межею бідності перебувало 5,2 % осіб, у тому числі 7,9 % дітей у віці до 18 років та 7,3 % осіб у віці 65 років та старших.
Цивільне працевлаштоване населення становило 1480 осіб. Основні галузі зайнятості: виробництво — 26,8 %, освіта, охорона здоров'я та соціальна допомога — 26,0 %, роздрібна торгівля — 12,4 %, фінанси, страхування та нерухомість — 6,6 %.